# Alburnus hohenackeri
Espèce
Synonymes
- Alburnus alburnus hohenackeri persicus Petrov, 1926[2]
- Alburnus alburnus hohenackeri Kessler, 1877[3] [2]
- Alburnus charusini hohenackeri Kessler, 1877[2]

Statut de conservation UICN

 LC  : Préoccupation mineure
Alburnus hohenackeri est un poisson d'eau douce de la famille des Cyprinidae.

## Répartition
Alburnus hohenackeri se rencontre dans les bassins ouest et sud de la Caspienne, depuis la Kouma en Russie jusqu'à la Sefid Roud en Iran.

## Description
La taille maximale connue pour Alburnus hohenackeri est de 150 mm et son âge maximal de 3 ans.

## Taxonomie
Pour certaines organisations, telles que le World Register of Marine Species ou le National Center for Biotechnology Information, cette espèce est soit considérée comme non valide (dans ce cas il s'agirait d'un synonyme de Capoeta capoeta) ou comme une sous-espèce de Alburnus alburnus (Alburnus alburnus hohenackeri).

## Publication originale
- Kessler, 1877 : The Aralo-Caspian Expedition. IV. Fishes of the Aralo-Caspio-Pontine ichthyological region p. 1-360.